# Bareh Tork
Bareh Tork (persiska: بِرَه تَرَك, بره ترک) är en ort i Iran.   Den ligger i provinsen Lorestan, i den västra delen av landet, 400 km sydväst om huvudstaden Teheran. Bareh Tork ligger 1 478 meter över havet och antalet invånare är 161.
Terrängen runt Bareh Tork är lite kuperad, och sluttar söderut.Runt Bareh Tork är det ganska tätbefolkat, med 52 invånare per kvadratkilometer. Närmaste större samhälle är Garāb, 15,3 km sydväst om Bareh Tork. Omgivningarna runt Bareh Tork är i huvudsak ett öppet busklandskap.